# インディアス枢機会議
インディアス枢機会議（インディアスすうきかいぎ、スペイン語: Consejo Real y Supremo de las Indias）は、新大陸におけるスペインの植民地（インディアス）に関係するあらゆる事柄について国王を補佐するために1524年に設立された官僚組織である。16世紀から17世紀を通じて新大陸における国王諮問機関としてもっとも重要なものであった。

## 歴史
インディアス枢機会議の初出は1511年のフェルナンド2世の時代で、カスティーリャ枢機会議内に設けられた。これは1524年8月、カルロス1世によって国王直属の枢機会議に格上げされ、インディアス枢機会議となった。
1542年にインディアス新法が制定されると、その中にインディアス枢機会議の機能と目的について初めて規定され、1571年9月24日、フェリペ2世によって勅令で定められた。
18世紀初頭に入るとフェリペ5世によって海軍内にインディアス省が設置され、インディアス枢機会議の活動範囲は司法関係のみに限定されるようになった。その後1812年のカディス・コルテスによって廃止が決定された。
フェルナンド7世によって一時再建されたが、1834年にそれも廃止された。

## 機能
会議の議長および議員の任免は王室によって行われ、その他の官吏として弁護士、弁務官、世界誌学者、数学者などが携わった。植民地地域における行政・立法・司法の権限を有し、国王に代わって植民地関係業務を取り仕切った。現地機関であるアウディエンシアはインディアス枢機会議に職務を報告する義務を持ち、またアウディエンシア同士の係争や通商院との諸問題をも管轄とし、また植民地の官吏や高位聖職者の任命権も有していた。
被任命者の監視はインディアス枢機会議が負っていたため、巡察吏（ビシタドール）の派遣なども執り行っていた。